# ديف هيرتل
ديف هيرتل (بالإنجليزية: Dave Hertel)‏ هو لاعب كرة قدم أمريكي، ولد في 7 مارس 1986 في هولاند في الولايات المتحدة. لعب مع ريتشموند كيكرز.